# Aplocheilichthys mahagiensis
Aplocheilichthys mahagiensis és una espècie de peix pertanyent a la família dels pecílids.

## Descripció
- Pot arribar a fer 3 cm de llargària màxima.[5][6]

## Hàbitat
És un peix d'aigua dolça, bentopelàgic i de clima tropical (3°N-2°N).

## Distribució geogràfica
Es troba a Àfrica: la riba occidental del llac Albert al nord-est de la República Democràtica del Congo.

## Observacions
És inofensiu per als humans.